# کی‌کی دیمولا
کیکی دیمولا (نام اصلی: رادو; یونانی: Κική Δημουλά؛ ۶ ژوئن ۱۹۳۱ – ۲۲ فوریه ۲۰۲۰) شاعر یونانی بود. او اولین شاعر زن بود که به انتشار در انتشارات گالیمار فرانسه، یکی از معتبرترین ناشران این کشور، راه یافت.

## آثار
آثار دیمولا تحت تأثیر انحلال وجودی دوران پس از جنگ قرار داشت. تم‌های اصلی شعرهای او شامل ناامیدی، بی‌ثباتی، غیاب و فراموشی است. با استفاده از موضوعات متنوع (از جمله «پسر مارلبرو» تا تلفن‌های همراه) و تغییرات گرامری به شیوه‌های غیرمتعارف، او قدرت کلمات را از طریق شگفتی و تعجب به نمایش گذاشت، اما همیشه توانست حس امید را حفظ کند.